# Dominique Tabah
Pour les articles homonymes, voir Tabah.
Dominique Tabah est une figure de Mai 68, présidente et fondatrice de l'Association des résidents de la cité universitaire de Nanterre (ARCUN) qui a organisé les premières conférences sur le campus sur la "Révolution sexuelle de Wilhelm Reich puis les démarches et actions pour modifier le règlement de la résidence et ses discriminations sur l'accès au bâtiment des filles.

## Biographie
Dominique Tabah, fille d'un père "juif apatride et communiste", est née en 1946 et suivra ses parents, expatriés à New-York, aux Philippines ou au Liban jusqu’à son bac. Arrivée à Paris en 1964 pour des études de philosophie à la faculté, elle se sent ni militante féministe ni d’aucun bord gauchiste en particulier, mais raconte avoir découvert une société “verrouillée”.
Après avoir eu du mal à trouver des logements dans le secteur privé, elle trouve une chambre à la cité universitaire du campus de l'Université Paris-Nanterre, la deuxième de la région en nombre de lits, qui est ouverte depuis le 3 novembre 1965. En cours d'année 1966-1967, elle y débarque avec sa seur[Quoi ?] et leur oncle Léon, qui porte les bagages, pour s’installer au dernier étage.
Puis elle fonde l'Association des résidents de la cité universitaire de Nanterre (ARCUN), dont elle est la première présidente, et qui compte 800 inscrits pour 1 400 résidents dès 1967. Un peu plus tard, elle adhère à l'Union des étudiants communistes. Dominique Tabah constate que le règlement de la cité universitaire interdit de bouger un meuble, une affiche, et précise qu'après 22 heures, les garçons peuvent recevoir des visites tandis que c'est interdit aux filles. "On parlait des filles qui montent et de celles qui ne montent pas" se souvient Dominique Tabah, qui déplore cette discrimination et d'infantilisation,.
Le règlement est cependant détourné régulièrement, comme à la Résidence universitaire Jean-Zay d'Antony où les résidents ont empêché en 1966 les ouvriers d'édifier devant le bâtiment des filles la loge du concierge chargé du contrôle, surnommée «loge de la honte», mais les étudiants veulent le changer et plus seulement le contourner.
L'ARCUN organise le 21 mars 1967 une conférence de Boris Fraenkel sur la "Révolution sexuelle de Wilhelm Reich.
Six jours après, le 29 mars 1967,, le hall du bâtiment des filles est occupé symboliquement par soixante étudiants de l'ARCUN, qui négocient leur sortie contre l'absence de sanctions. Mais 29
personnes sont exclues de la cité universitaire dans les jours qui suivent.
En avril 1967, une manifestation de résidents universitaires est appelée par la FRUF, contre la hausse des loyers et le règlement intérieur, et pour la mixité, c'est une étape importante du Mouvement des résidences universitaires des années 1960 à l'échelle nationale,.
Après une première flambée en 1965, puis en 1967, les résidences universitaires sont, à partir de janvier 1968, le théâtre d'une agitation spectaculaire. Après qu'en janvier le mouvement eut débuté dans quelques cités de province (Nantes), il est généralisé en février. Envahissant les bâtiments des filles, les résidents abolissent de fait les règlements anciens.
L'UNEF n'a pas impulsé le mouvement qui est le fait d'une organisation indépendante, la FRUF (Fédération des résidents universitaires de France), mais elle s'y intéresse vivement et informe les AGE qui souvent ignorent tout. Elle s'efforce en mars de le relancer et de le faire converger avec l'ensemble du mouvement étudiant, revendiquant contre l'augmentation des loyers, pour le contrôle des activités culturelles, l'allongement du séjour, les libertés individuelles et collectives, mais s'étonne que « des thèmes mis en avant, seul celui des libertés individuelles a été mis en avant. ».
L’ARCUN organisera plusieurs fois d'autres occupations du bâtiment des filles, comme le 14 février 1968. A la veille de ce mouvement, préparé deux jours à l'avance, selon Le Figaro du 13 février 1968, observe que, à la Résidence universitaire Jean-Zay, après trois années de lutte, la mixité est finalement obtenue dans chaque bâtiment en 1967,.
Début 1968, Dominique Tabah et sa sœur sont interviewées dans un film documentaire de Victor Franco et Claude Ventura, pour l’ORTF sur le thème "comment vivent les étudiants dans la résidence de Nanterre en grève depuis novembre 1967", qui est diffusé en mars 1968, peu avant les événements de Mai 68, auxquels participent aussi Jacques Tarnero, qui la rejoint à la  l'Association des résidents de la cité universitaire de Nanterre (ARCUN) dont il est vice président, tout en s'occupant du service d'ordre des Jeunesses communistes révolutionnaires.
Dans la foulée, Dominique Tabah est aussi témoin de la montée du féminisme. «Nous parlions beaucoup des avortements clandestins, de la pilule, autorisée mais peu répandue, nous organisions des réunions avec le Planning familial. Mais la société était encore très rigide», racontera-t-elle aux journalistes.
Elle participe aux manifestations au Quartier latin, dès le 3 mai 1968, où sa seur et elle se blessent, et racontera la difficulté de prendre la parole en tant que jeune femme, alors que les hommes se complaisent dans la violence de rue. En comparaison de l’Amérique, elle trouve la France bien « coincée » et « enfermée » dans ses « vieilles traditions ». Du coup, elle se sent totalement interpellée par les premières contestations, qui émanent de Nanterre.
Dominique Tabah finit sa maîtrise de philosophie et deviendra ensuite directrice générale du réseau des bibliothèques de Montreuil, puis directrice de la bibliothèque de Sartrouville et de celle Bobigny. Des responsabilités qu'elle quittera pour prendre la direction du pôle de l'action culturelle et de la communication au sein de la direction de la Bibliothèque publique d'information (BPI). Auteur d’articles dans le BBF et Bibliothèque(s), elle a notamment collaboré aux ouvrages "Pluralité culturelles en actes" (ABF, 2004) et "L’action culturelle en bibliothèque" (Éd. du Cercle de la Librairie, 2008).
Son portrait a été effectué dans Mai 68, nouveaux regards, enquête de Fernando Malverde et Nedim Loncarevic.
L'écrivain Robert Merle, professeur d'anglais sur le campus, fera de la résidence de Nanterre l'épicentre de son roman "Derrière la vitre".

## Interview
- Interview-enquête de Dominique Tabah, présidente de la l'Association de la cité université de Nanterre, par Fernando Malverde et Nedim Loncarevic par France 3 Paris Ile-de-France[19].